# Palais Fugger-Taxis

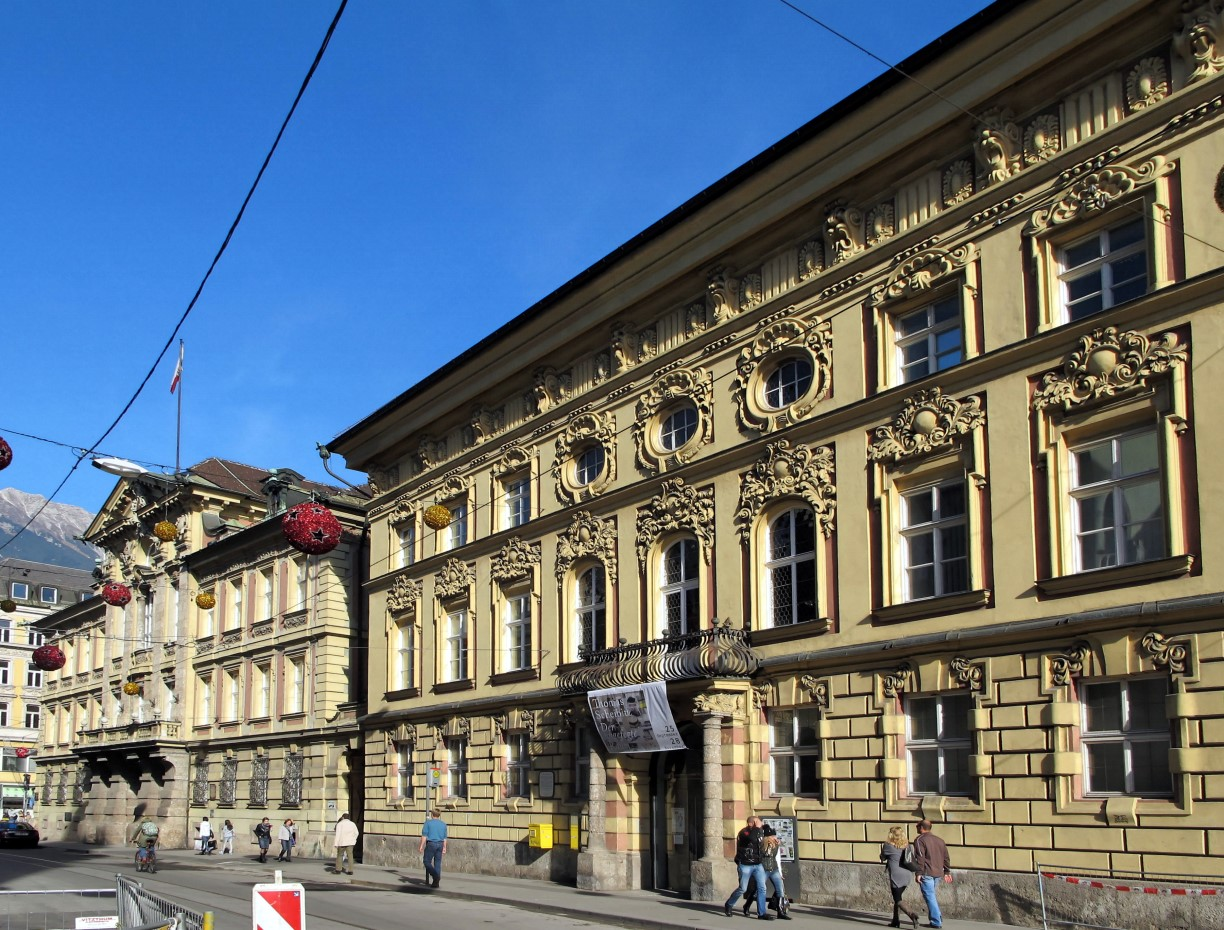
Straßenfassade des Palais Fugger-Taxis (rechts); links im Bild: das Alte Landhaus

Das Palais Fugger-Taxis, auch Palais Taxis oder Taxispalais genannt, ist ein barockes Stadtpalais in der Innsbrucker Maria-Theresien-Straße 45. Es wurde ab 1679 durch Hans Otto Fugger von Kirchberg-Weißenhorn nach Plänen von Johann Martin Gumpp dem Älteren errichtet und kam Anfang des 18. Jahrhunderts durch Heirat an die Familie von Welsberg. Diese veräußerte das Gebäude 1784 an den Generalpostmeister Joseph Sebastian von Thurn und Taxis, der es nicht nur als Wohnsitz, sondern auch als Poststation nutzte.
Seit 1905 ist das Palais Eigentum des Landes Tirol. In ihm sind heute Ämter der Landesverwaltung und eine Kunsthalle untergebracht. Mit Ausnahmen von deren Räumlichkeiten ist eine Innenbesichtigung des seit dem 20. September 2006 unter Denkmalschutz stehenden Palasts nicht möglich.

## Geschichte

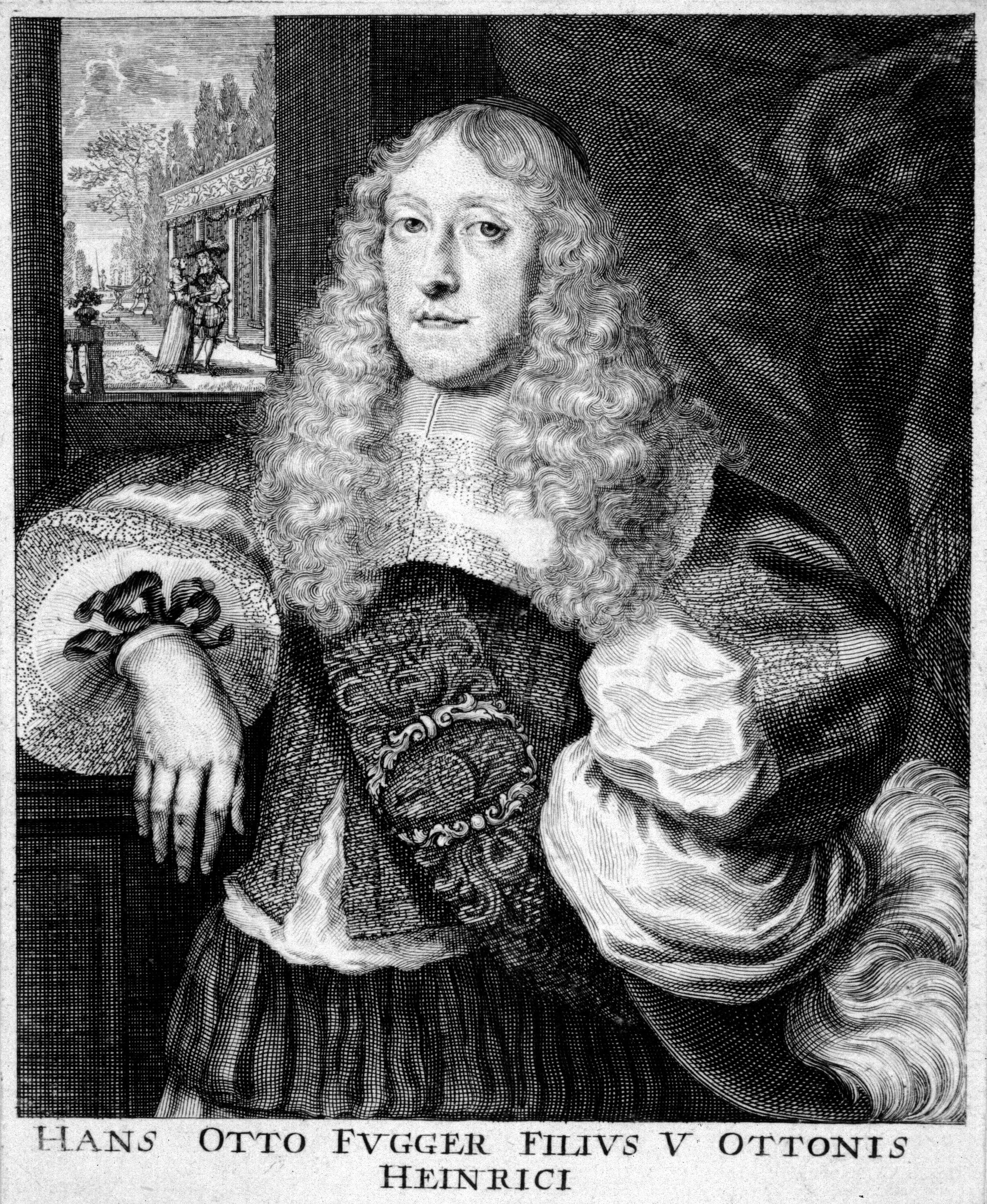
Porträtstich Hans Otto Fuggers von einem unbekannten Künstler

Ein Großbrand im Jahr 1620 vernichtete am Ort des heutigen Palais eine ganze Häuserzeile und hinterließ dort zwei Ruinen. Die dazugehörigen zwei Parzellen gehörten 1679 der Tiroler Landsmannschaft, welche die Grundstücke am 14. Juli jenes Jahres an den Grafen Hans Otto Fugger von Kirchberg-Weißenhorn verkaufte. Der neue Eigentümer ließ dort kurz nach dem Erwerb den Bau eines Stadtpalais nach den Plänen des Innsbrucker Hofbaumeisters Johann Martin Gumpp dem Älteren beginnen und damit den ersten barocken Palast in der Stadt nach Vorbildern italienischer Palazzi errichten. Es entstand ein Dreiflügelbau, der einen Innenhof umgab und östlich davon einen geometrisch gestalteten Garten besaß. Ausführender Maurermeister war Georg Span, der das Gebäude im Laufe des Jahres 1680 im Rohbau fertigstellte. Neun Jahre später wurde das Palais bei einem Erdbeben beschädigt, aber im Oktober und November des darauffolgenden Jahres wiederhergestellt. Hans Ottos Sohn und Erbe Bonaventura zog Augsburg als Wohnsitz vor, und so vermietete er das ungenutzte Innsbrucker Stadtpalais am 14. November 1690 an Graf Nikolaus Lodron.
1692 überschrieb Bonaventura das Gebäude als Ersatz für eine ausstehende Barzahlung in Höhe von 28.000 Gulden an die in Venedig lebenden Erben des Pietro Martyre Cernez, behielt sich jedoch ein Rückkaufrecht durch seine Familie vor. Davon machte Marquard Eustachius Fugger im Jahr 1701 Gebrauch und kaufte das Palais am 11. Mai zurück. Allerdings verblieb das Haus nicht lange im Besitz der Fugger, denn Marquards Tochter Maria Theresia Violante brachte es 1702 als Mitgift in ihre Ehe mit dem Grafen Guidobald von Welsberg. Die von Welsberg residierten auf ihrem Stammschloss im Pustertal und bewohnten das Palais nicht selbst, sondern vermieteten den größten Teil der Räumlichkeiten, darunter auch die Hauskapelle mit einem von dem Brixener Fürstbischof Kaspar Ignaz von Künigl geweihtem Tragaltar mit Reliquien. Sie behielten sich nur wenige Räume für einen etwaigen Aufenthalt in Innsbruck vor. Zu den Mietern zählten unter anderem die Familien von Brandis, von Thurn und Taxis und Gondolo.

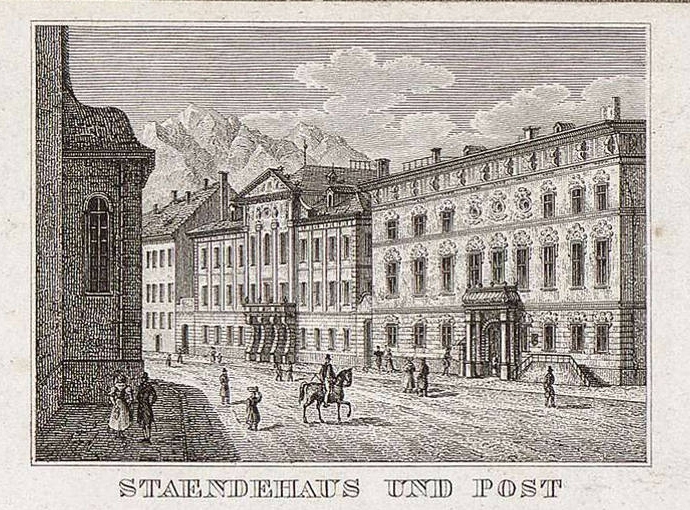
Abbildung des Palais und des Alten Landhauses aus dem 19. Jahrhundert

Philipp von Welsberg verkaufte das Palais im Jahr 1784 an Joseph Sebastian von Thurn und Taxis. Dessen Familie war seit dem 16. Jahrhundert Innsbrucker Postmeister und nutzte das neu angekaufte Gebäude nicht nur als Wohnsitz, sondern auch als Poststation. Ihr zuvor bewohntes Haus Nr. 37 in der Maria-Theresien-Straße war baufällig geworden und genügte nicht mehr den Ansprüchen. Joseph Sebastian ließ das Palais teilweise umgestalten, um es der neuen gemischten Nutzung anzupassen. Im Innenhof ließ er für den Postdienst Einbauten vornehmen und im Obergeschoß den Festsaal erhöhen. Anschließend beauftragte er den international renommierten Maler Martin Knoller für 5.300 Gulden mit der Ausgestaltung des hinzugewonnenen Raums. Bis zu jenem Zeitpunkt hingen an den Wänden des Saals Porträts von Familienmitgliedern der Welsberger.
1905 erfolgte der Verkauf des Gebäudes an das Land Tirol, das dort noch bis 1908 den Postbetrieb weiter fortführte. Dann zog der Postdienst in einen Neubau an der Maximilianstraße. Das Palais wurde unter Leitung des Architekten Hans Menardi 1911 umgebaut und dem benachbarten Landhaus angegliedert, indem es zu diesem einen Verbindungsbau erhielt. Das Erdgeschoß sollte zukünftig für eine dauerhafte Gewerbeausstellung genutzt werden und erhielt eine entsprechende Umgestaltung. Dazu gehörte neben der Verlegung des großen Treppenhauses auch der Abriss der hölzernen Galerien im Innenhof des Palasts und ihr Ersatz durch gemauerte Korridore mit Stichbogenfenstern. Die Hoffassaden erhielten dabei zugleich eine ähnliche Gestaltung wie die Außenfassade. Als Ende der 1930er Jahre östlich des Gebäudes das Neue Landhaus erbaut wurde, musste dafür ein kleiner Teil des südlichen Seitenflügels des Palais niedergelegt werden.
Heute sind im Palais Fugger-Taxis Ämter der Landesverwaltung und das Taxispalais – Kunsthalle Tirol (ehemals Galerie im Taxispalais), die offizielle Kunsthalle des Landes Tirol für zeitgenössische Kunst, untergebracht. Bei ihrer Gründung im Jahr 1964 belegte die Kunsthalle nur 75 m² Ausstellungsfläche. Diese wurde 1998/99 nach Plänen von Hanno Schlögl durch Um- und Ausbau des Erd- und Untergeschoßes und unter Einbeziehung der Hoffläche auf 500 m² erweitert. Symposien, Diskussionen und Vorträge begleiten das wechselnde Ausstellungsprogramm.

## Beschreibung

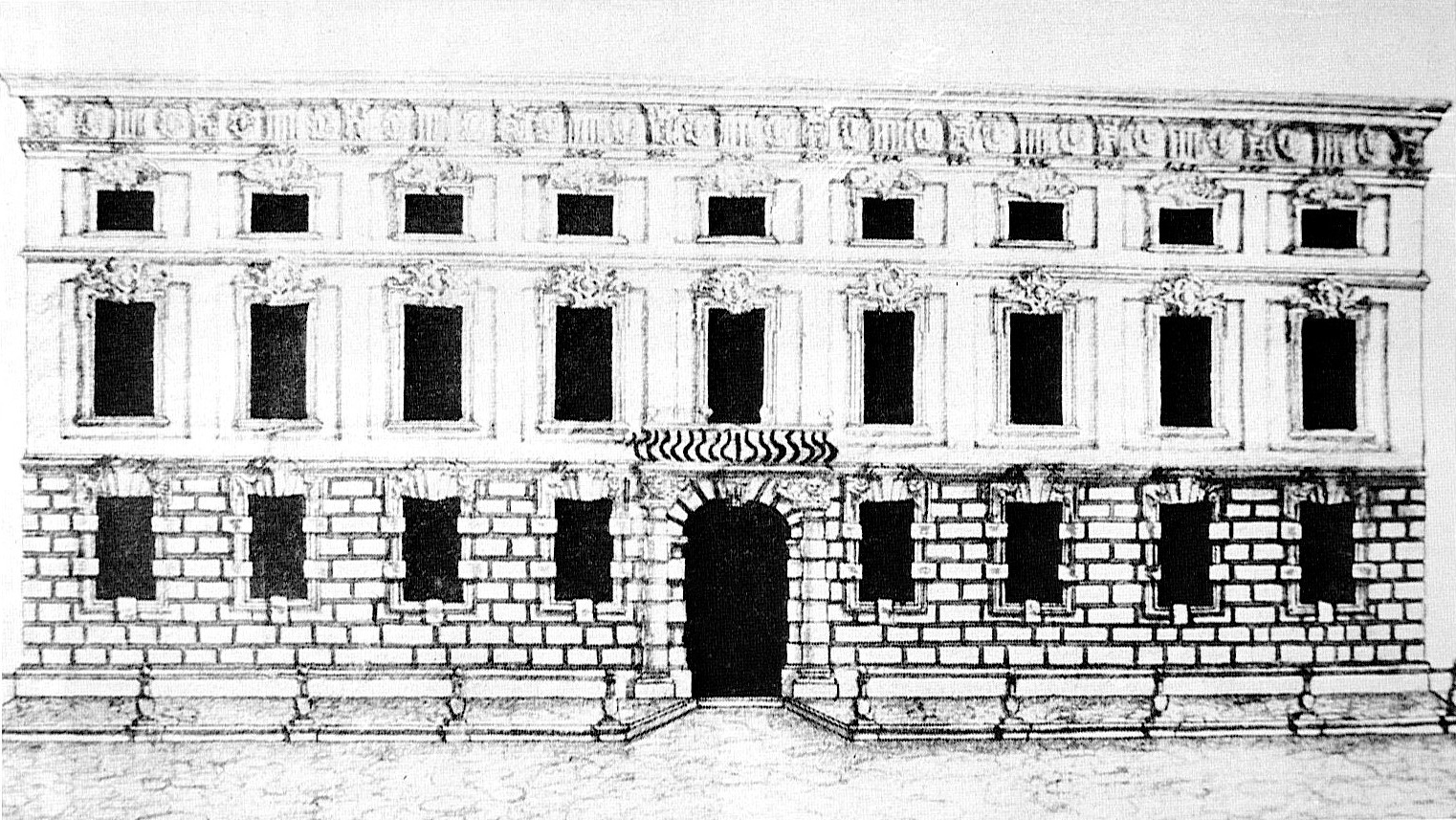
Straßenfassade des Palais, Zeichnung von Johann Martin Gumpp dem Älteren, 1679

Das Palais besitzt einen dreigeschoßigen Mitteltrakt mit neun Achsen, dem sich rechtwinkelig zwei schmalere, elfachsige Seitenflügel anschließen. Die so gebildete Hufeisenform umschließt einen rechteckigen Innenhof, dem sich früher im Osten ein barocker Garten anschloss. Auf dem ehemaligen Gartenareal steht heute das Neue Landhaus. Die zur Maria-Theresien-Straße zeigende Außenfassade des Mittelflügels besitzt ein rustiziertes Erdgeschoß, in dessen Mittelachse sich das Portal befindet. Ihm sind zwei toskanische Säulen vorgestellt, auf denen liegende Löwenskulpturen als Konsolen für einen darüber liegenden Balkon mit Korbgitter dienen. Kräftige Gesimse trennen die einzelnen Geschoße optisch voneinander, wobei das erste Obergeschoß durch seine großen, hohen Fenster gut als ehemalige Beletage erkennbar ist. Die Rahmen dieser Fenster sind mehrfach profiliert und besitzen üppige Bekrönungen aus Stuck, bestehend aus einem oval gewölbten Mittelschild, das von Blattwerk umgeben ist. Die drei mittleren Achsen der Fassade sind durch Rundbogenfenster im ersten Obergeschoß und durch ovale Fenster in der als Mezzaningeschoß ausgebildeten zweiten Etage besonders hervorgehoben. Ursprünglich hatten diese Öffnungen die gleiche Form wie die übrigen Fenster und wurden wahrscheinlich erst mit Erhöhung des dahinterliegenden Festsaals 1785 verändert. Das wesentlich niedrigere zweite Obergeschoß ist von einem mächtigen Kranzgesims mit reich skulptiertem Triglyphen- und Metopen-Fries abgeschlossen.
Durch das Portal betritt der Besucher ein dreischiffiges Vestibül, dessen Gewölbedecke von korinthischen Säulen getragen wird. Von dort war früher eine breite Treppe in die oberen Geschoße erreichbar. Im ersten Geschoß befindet sich in der Mittelachse des Gebäudes der Festsaal des Hauses, der Paris-Saal genannt wird. Sein Name resultiert aus einem klassizistischen Deckenfresko Martin Knollers mit antikem Thema. Im Winter 1785/86 geschaffen, zeigt es das Urteil des Paris. Der Raum nimmt die Höhe beider Obergeschoße ein und ist von einem Spiegelgewölbe abgeschlossen. An den Wänden finden sich Wandmalereien im Stil des Rokokos, die aus der Zeit um 1750 stammen. Zur Zeit des Empires übermalt, wurden sie bei einer Renovierung des Saals im Jahr 1921 wieder freigelegt. Sie zeigen gemalte Pilaster mit Rocaille-Kapitellen. Dazwischen befinden sich in Rocaillerahmen Vasendarstellungen und Blumenranken. Aus der gleichen Zeit wie die Wanddekoration stammen zwei gemauerte Kamine an den Längswänden des Saals, die mit schwarz-weißem Stuckmarmor verkleidet sind. Über den Wandmalereien verläuft ein Kranzgesims mit einem darüber liegenden klassizistischen Fries, der von Martin Knoller und Franz Altmutter stammt. In den darüber befindlichen, mittleren Lünetten des Spiegelgewölbes finden sich die Porträts des ehemaligen Eigentümers Joseph Sebastian von Thurn und Taxis sowie seiner Frau Maria Josepha von Wilczek. Stuckierte Kartuschen in den Ecken des Raums zeigen die Wappen der beiden Eheleute und deren Mütter aus den Familien von Springenstein und von Oettingen. Sein heutiges Aussehen verdankt der Paris-Saal einer Restaurierung im Jahr 1953.
Das Vestibül und der Festsaal sind die einzigen beiden Räume des Palais, die nicht modern umgestaltet wurden. So ist auch das dem Festsaal benachbarte Spiegelzimmer nicht mehr erhalten. Dieser Raum besaß einmal eine Einrichtung im Stil des frühen Empires. Dazu zählte ein weißes Holzlambris mit goldenen Leisten und Rosetten sowie goldgerahmte Spiegel, deren Aufsätze Porträtmedaillons zeigten.